# El indeleble caso de Borelli
El indeleble caso de Borelli es una novela corta de Ernesto de la Peña publicada por editorial siglo XXI en 1991 y posteriormente recogida en el tomo III de su obra reunida por Conaculta en el 2007. Está ambientada en París en un momento indeterminado del siglo XX. Es una narrativa compleja que combina elementos de novela neogótica, vampirismo intelectual, ciencia ficción y misterio.  
El doctor Borelli es condenado a la guillotina al revelarse los experimentos científicos de gran perversidad que realizaba sobre diversas jóvenes en su afán por salvar a su hija adolescente de una extraña enfermedad cuyos síntomas eran menstruaciones muy abundantes casi imparables, habla confusa en un francés arcaico combinado con sonidos guturales animalescos, sonambulismo, un estado de letargo injustificado y obesidad mórbida. Mientras tanto, su asistente y cómplice, Jacquard es exonerado y emigra a México. 

## Estilo
El libro perturba al lector ya que el misterio nunca se resuelve de forma explícita puesto que al finalizar no se sabe de cuántos vampiros se trata en realidad. En su prólogo a Ernesto para instrusos, María Luisa Tavernier señala «El indeleble caso de Borelli, su única novela, ha despertado el interés de cineastas por llevarla al cine. Su prosa es dinámica, depurada, rítmica en la que mantiene enhiesto el misterio vampiresco. Despliega su ciencia ficción con una amplitud verbal que halaga el oído. No he podido saber si su Borelli es el vampiro o si son vampiro/vampira o ¿una vampira?» La novela convoca a lectores arriesgados, decididos a resolver la intriga y adentrarse en hechos contradictorios. Revela múltiples influencias literarias entre las que destacan, Jorge Luis Borges y Adolfo Bioy Casares, así como la extraordinaria pasión de Ernesto de la Peña por la historia y cultura de Francia. 
El poeta Vicente Quirarte apunta: «La densidad de su prosa, el drama interlineado y el sutil y sugerido vampirismo despertado por el protagonista la convierten en una obra perturbadora y provocativa.» Es considerado un libro infrecuente en la literatura mexicana por su «metaficción de tintes policíacos y éticos». Mientras tanto, José Eduardo Serrato Córdova destaca su estilo del «horror médico» y señala la influencia de André de Lorde, autor de catálogo del teatro francés del Grand Guignol». La obsesión por la sangre y su relación con los ciclos menstruales también da a la novela una nota vampiresca.